# Phytocoris hopi
Phytocoris hopi är en insektsart som beskrevs av Knight 1928. Phytocoris hopi ingår i släktet Phytocoris och familjen ängsskinnbaggar. Inga underarter finns listade i Catalogue of Life.